# Henry Berman
Henry Berman (* 1. Januar 1914 in New Castle, Pennsylvania; † 12. Juni 1979 in Los Angeles, Kalifornien) war ein US-amerikanischer Filmeditor, der gelegentlich auch als Produzent tätig war.

## Leben
Sein erster Film als Editor war Marine gegen Liebeskummer aus dem Jahr 1936. Im Jahr 1951 produzierte er mit Bannerline seinen ersten Film. Er war für den Schnitt von 21 Folgen der Serie Solo für O.N.K.E.L. zuständig. Sein Bruder war der Filmproduzent Pandro S. Berman. Gelegentlich arbeiteten sie an gemeinsamen Produktionen. Ein Regisseur, mit dem Berman häufiger zusammenarbeitete, war John Frankenheimer.
Für seine Arbeit an dem Film Grand Prix wurde Henry Berman zusammen mit Frank Santillo, Fredric Steinkamp und Stu Linder 1967 mit dem Oscar für den Besten Schnitt ausgezeichnet.

## Filmografie (Auswahl)
- 1936: Marine gegen Liebeskummer (Follow the Fleet)
- 1936: Swing Time
- 1937: Quality Street
- 1937: Ein Fräulein in Nöten (A Damsel in Distress)
- 1938: Aufstand in Sidi Hakim (Gunga Din)
- 1940: Fräulein Kitty (Kitty Foyle)
- 1940: Glückspilze (Lucky Partners)
- 1940: Vigil in the Night
- 1952: Nur dies eine Mal (Just This Once)
- 1953: Herzen im Fieber (Torch Song)
- 1954: Verwegene Landung (Men of the Fighting Lady)
- 1962: Süßer Vogel Jugend (Sweet Bird of Youth)
- 1966: Mitternacht – Canale Grande (The Venetian Affair)
- 1966: Grand Prix
- 1967: Point Blank
- 1968: Ein Mann wie Hiob (The Fixer)
- 1969: Die den Hals riskieren (The Gypsy Moths)
- 1970: Elvis – That’s the Way It Is
- 1970: Der Sheriff (I Walk the Line)